# Milladore
Milladore è un villaggio degli Stati Uniti d'America, situato in Wisconsin, diviso tra la contea di Wood e la contea di Portage.